# Targmantschaz-Kloster

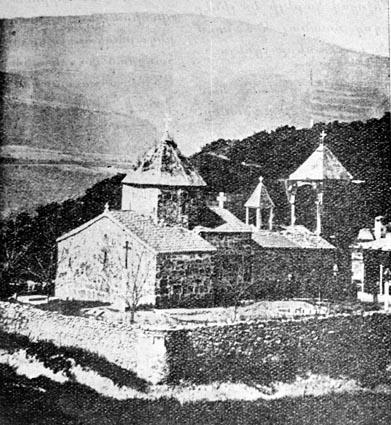
Das Kloster im Jahr 1911

Das Kloster der Heiligen Übersetzer (armenisch Սուրբ Թարգմանչաց վանք Surb Targmantschaz Wank, aserbaidschanisch Quşçu məbədi „Tempel von Guschdschu“) ist ein im 4. Jahrhundert gegründetes armenisches Kloster. Es befindet sich vier Kilometer nördlich von Daschkäsän im heutigen Aserbaidschan.
Das Kloster wurde dem Glauben nach von den Heiligen Mesrop Maschtoz und Sahak Partew gegründet. 411 übersetzten sie hier die Bibel aus dem Syrischen.

## Geschichte
Das Kloster der Heiligen Übersetzer (Surb Targmantschaz) erhielt deshalb diesen Namen, weil innerhalb ihres Gemäuers Mesrop Maschtoz und Sahak Partew die Heilige Bibel vom Syrischen übersetzt hatten. Das Targmantschaz-Kloster im heutigen Aserbaidschan ist nicht zu verwechseln mit dem Komplex im Zentrum des armenischen Dorfes Ajgeschat.
Das Kloster Targmantschaz wurde am Ende des 4. Jahrhunderts oder Anfang des 5. Jahrhunderts gegründet. In den Jahren 989 sowie 1845 wurde das Kloster wiedererrichtet. Das Kloster wurde während der Regentschaft des Bischofs Gabriel Harutunjan ausgebaut. Während seiner Zeit als Bischof halfen viele Personen aus den nahegelegenen Dörfern dem Kloster. Seine erneute Blütezeit erlebte das Kloster während der Regentschaft von Stepanos Baljanz in den 1830er Jahren. Es ist allgemein bekannt, dass 1839 der Mönch Grigor Ter-Hovhannesjanz hier dreimal als Priester diente. Im Jahr 1849 folgte Archimandrit Sargis auf den Archimandriten Howhannes.

## Beschreibung
Im Nordosten des Klosters befindet sich eine gewölbte Scheune.

### Kirche
Die Hauptkirche des Gebäudekomplexes wird auf das Jahr 1630 datiert. Die Kirche besteht aus einer überwölbten Kuppel mit einer Apsis im Osten, dazwischen wiederum zwei kleine Räume.
An der Westseite der Kirche befindet sich der Gawit, eine für armenische Klöster typische angebaute Vorhalle. Ein zweistöckiger Turm südlich dieser Vorhalle, erbaut aus gravierten und geschliffenen Steinen, führt zum Haupteingang der Kirche. Die Halle befindet sich im Norden der Kirche, der wahrscheinlich als Andachtsort diente – die Sakristei.

### Die Zellen
Fünf Meter östlich der Kirche gibt es drei Zellen der Mönche, welche gen Westen blicken. Diese „Zellen“ sind 6 gewölbte Räume, jeder hat jeweils einen Eingang und ein Fenster, das ebenfalls gen Westen blickt. Im Südosten der Zellen erstreckt sich ein Speiseraum. Vom Süden zum Speiseraum fügt sich ein ähnlicher Raum an, der höchstwahrscheinlich als Küche diente.
Die „Zellen der Mönche“ wurden im gleichen Stil errichtet wie die Gesamtkirche, erbaut in der Form aus dem Jahre 1630. Scheune und Speiseraum wurden vom Archimandrit Stepanos in den 1830er Jahren angebaut.

## Heutiger Status
Das Targmantschaz-Kloster befindet sich heute in einem äußerst baufälligen Zustand. 

“Currently, the monastery is located in extreme decline, with its cells, a covered stockyard, warehouse are lying in ruins. Nearby buildings are just a pile of stones.”

„Derzeit befindet sich das Kloster in einem extremen Zerfall, und seine Räume, ein überdachter Lagerplatz, ein Lager liegen in Trümmern. Nahe gelegene Gebäude sind nur ein Steinhaufen.“